# Ur-Namma
Ur-Namma (en sumérien : URDNAMMA, « Guerrier de [la déesse] Namma »), anciennement lu Ur-Nammu, est roi d'Ur de 2112 à 2095 avant J.-C., selon la chronologie moyenne, ou de 2047 à 2030 avant J.-C., selon la chronologie basse. La datation de son règne est très approximative (selon Sallaberger et Schrakamp, il aurait été roi de 2102 à 2085). La Liste royale sumérienne lui attribue 18 années de règne.
À la suite de ce même texte, il est vu comme le premier roi de la Troisième dynastie d'Ur, dynastie dont l'empire domine la Mésopotamie pendant environ un siècle. Bien que, pendant longtemps, son fils et successeur Shulgi ait été considéré comme le principal artisan de la constitution de ce royaume, le rôle d'Ur-Namma a été réévalué par la suite.

## La constitution d'un nouveau royaume
Ur-Namma est un usurpateur. Il est gouverneur (en sumérien : ŠAGIN) d'Ur pour le compte du roi d'Uruk, Utu-hegal, qui est sans doute son frère. Celui-ci est crédité par la tradition mésopotamienne comme le responsable de la libération de la Basse Mésopotamie de l'emprise des rois Gutis qui s'étaient installés depuis qu'ils avaient renversé la dynastie d'Akkad. En réalité, il semble que la période allant de la chute d'Akkad à la constitution de la Troisième dynastie d'Ur ait duré au mieux une cinquantaine d'années, pendant lesquelles plusieurs entités politiques se constituent à partir du démembrement progressif du royaume d'Akkad : on connaît pour cette période des rois Gutis, mais aussi la dynastie de Gudea à Lagash, Puzur-Inshushinak à Awan (Élam), et donc Utu-hegal à Uruk et Ur. Il dispose sans doute d'une position prééminente, dont profite Ur-Namma quand il le renverse et monte sur le trône, prenant le titre de « roi (en sumérien : LUGAL) d'Ur ».
Les événements du règne d'Ur-Namma sont mal documentés. Ils sont essentiellement connus par plusieurs de ses noms d'années, commémorant les hauts faits de son règne (surtout des constructions), et plusieurs textes rédigés à sa gloire : le Cadastre d'Ur-Namma, connu par une copie du début du IIe millénaire av. J.-C., listant des villes qu'il domine à la fin de son règne ; et une partie du prologue du Code d'Ur-Namma. Il y apparaît qu'Ur-Namma a réussi à dominer les villes principales du pays de Sumer, et aussi celles du pays d'Akkads situé plus au nord. Il se fait reconnaître roi de ces régions dans la ville sainte Nippur, où se trouve le grand sanctuaire du roi des dieux, Enlil. Ses relations avec les rois de Lagash, bien connus par les sources retrouvées dans leur capitale, Girsu, sont mal établies. On a longtemps pensé que le plus grand roi de cette cité, Gudea, avait régné bien avant lui, mais il est possible qu'il ait été son contemporain au moins au début, et ait été son allié voire vassal. Lagash tombe en tout cas sous la coupe d'Ur-Namma. Un grand fait militaire de ce roi est la défaite qu'il inflige aux Élamites de Puzur-Inshushinak qui essaient de s'étendre vers la Mésopotamie et ont sans doute dominé plusieurs villes de la région du Tigre. Selon le Cadastre d'Ur-Namma, les régions dominées par Ur à la mort d'Ur-Namma s'étendent jusque dans la vallée de la Diyala, au nord. Il marie un de ses fils (sans doute Shulgi) à une des filles du roi de Mari, (šakkanakku) Apil-kin, ce qui implique une alliance entre les deux.
Il perd apparemment la vie au cours d'un combat, c'est en tout cas ce que rapporte le texte de La Mort d'Ur-Namma. Son tombeau est peut-être dans le mausolée qui a été mis au jour à Ur juste au sud du sanctuaire du dieu Nanna.

## La réorganisation du royaume et les constructions

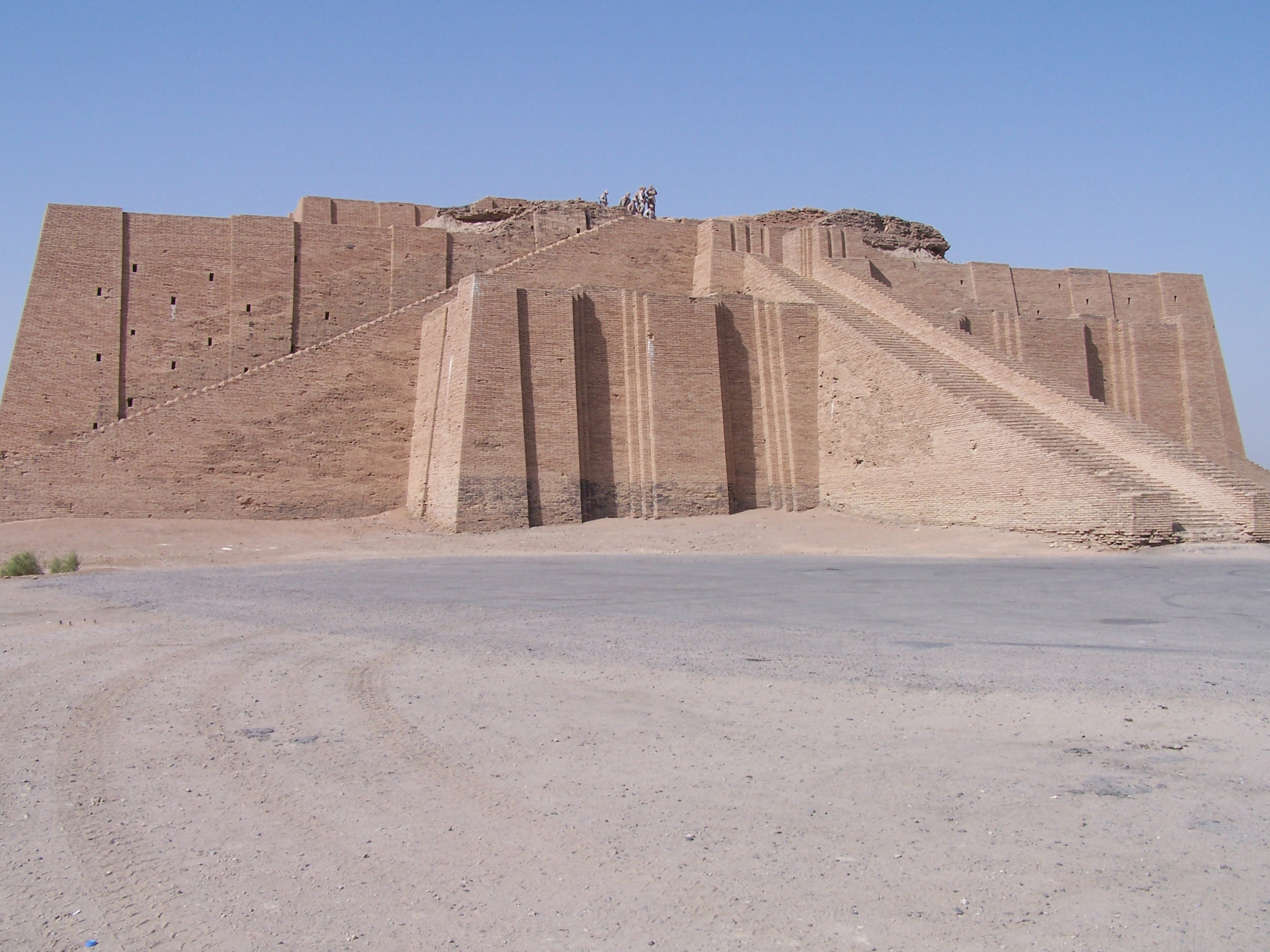
Ruines de la ziggurat d'Ur, une des principales constructions entreprises sous le règne d'Ur-Nammu.

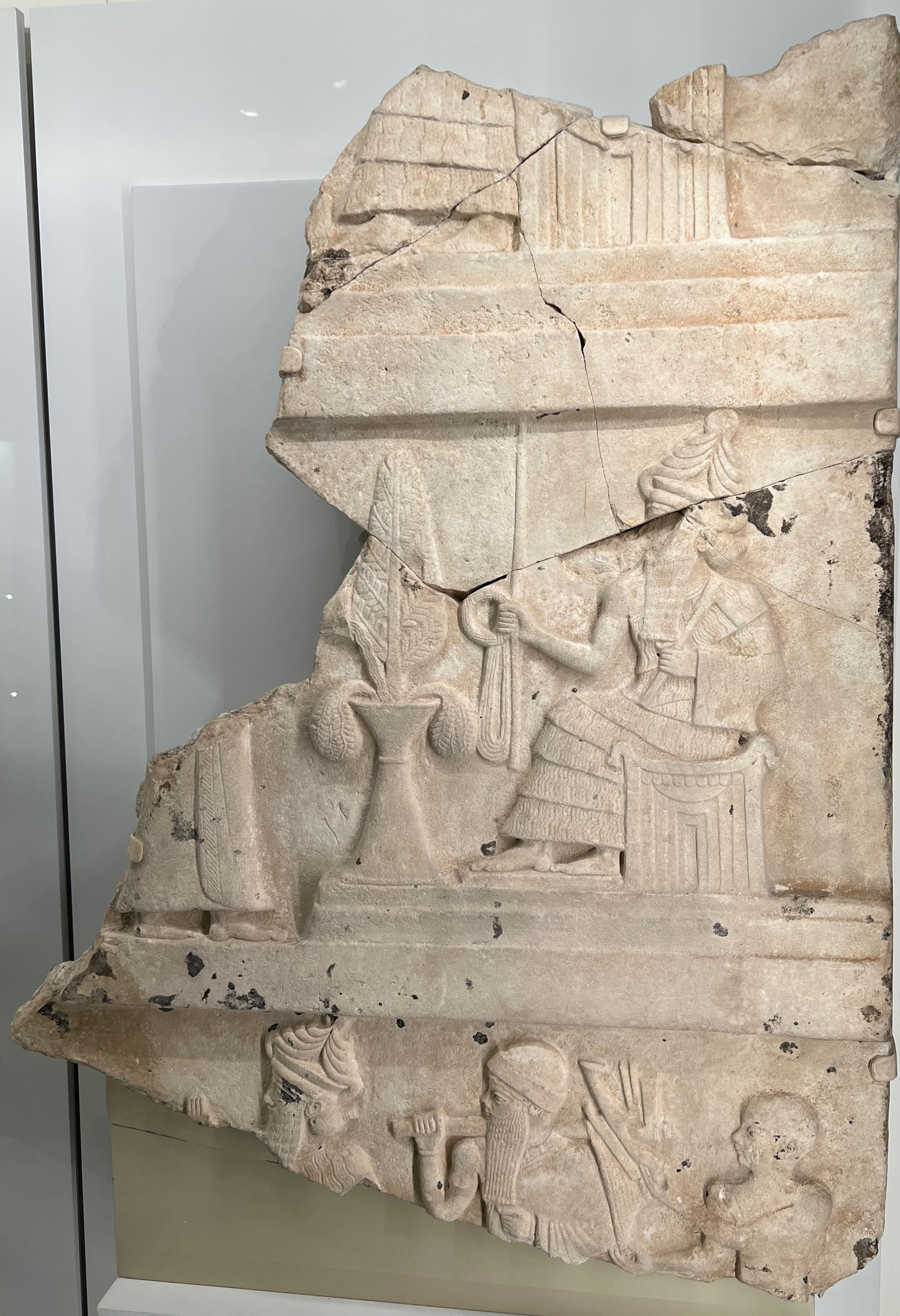
Fragment de la « stèle d'Ur-Namma », provenant d'Ur et commémorant la reconstruction du sanctuaire de Nanna. Penn Museum.

Les victoires d'Ur-Namma s'accompagnent d'une remise en ordre de la Basse Mésopotamie après plusieurs décennies d'instabilité politique. Il est un grand bâtisseur. On sait qu'il patronne la restauration ou le creusement de plusieurs canaux d'irrigation, si importants dans la Basse Mésopotamie où l'agriculture sèche est impossible. À Ur, il fait construire une muraille. Ur-Namma est surtout connu pour avoir restauré les grands sanctuaires du pays de Sumer, notamment Ur, Nippur, Uruk et Eridu. C'est là qu'il fait ériger les ziggurats associées aux temples, qui sont considérées comme les premières à avoir été bâties. C'est dans le sanctuaire d'Ur qu'a été retrouvée une stèle fragmentaire le représentant en train de participer au culte du dieu de cette ville, Nanna. Ces reconstructions accompagnent donc une remise en ordre économique et cultuelle de la Basse Mésopotamie. Le prologue du Code d'Ur-Namma mentionne le fait que l'action de pacification de ce roi a été favorable à la reprise des échanges, notamment le commerce maritime du Golfe Persique. Le même texte crédite ce roi d'une uniformisation des poids et mesures, et le Code en lui-même entre sans doute dans cette entreprise de réorganisation. Le volet administratif de ces réformes reste mal connu, car peu de tablettes d'archives du règne d'Ur-Namma ont été retrouvées. Il semble que la constitution de la « bureaucratie » caractéristique de la Troisième dynastie d'Ur a surtout été le fait de son fils, Shulgi.
Ur-Namma est donc selon toute vraisemblance à l'origine du plus ancien texte de lois connu, le Code d'Ur-Namma, ancêtre du Code de Hammurabi. Il est possible qu'il faille l'attribuer à son fils Shulgi, car le texte est fragmentaire et ne mentionne pas celui qui l'a fait rédiger, mais cette option est de moins en moins retenue. Il est probablement inscrit sur un ou plusieurs monuments, tels que des statues, qui ont été recopiés plusieurs siècles après leur fabrication, et c'est par certaines de ces copies que son contenu nous est parvenu. La partie du prologue introductif qui nous est parvenue semble plutôt s'accorder avec les conquêtes d'Ur-Namma. Un peu moins de 40 articles ont été conservés, concernant des sujets divers comme l'homicide, les unions entre personnes de diverses catégories sociales, les faux témoignages, des litiges agricoles, etc.

## Postérité littéraire

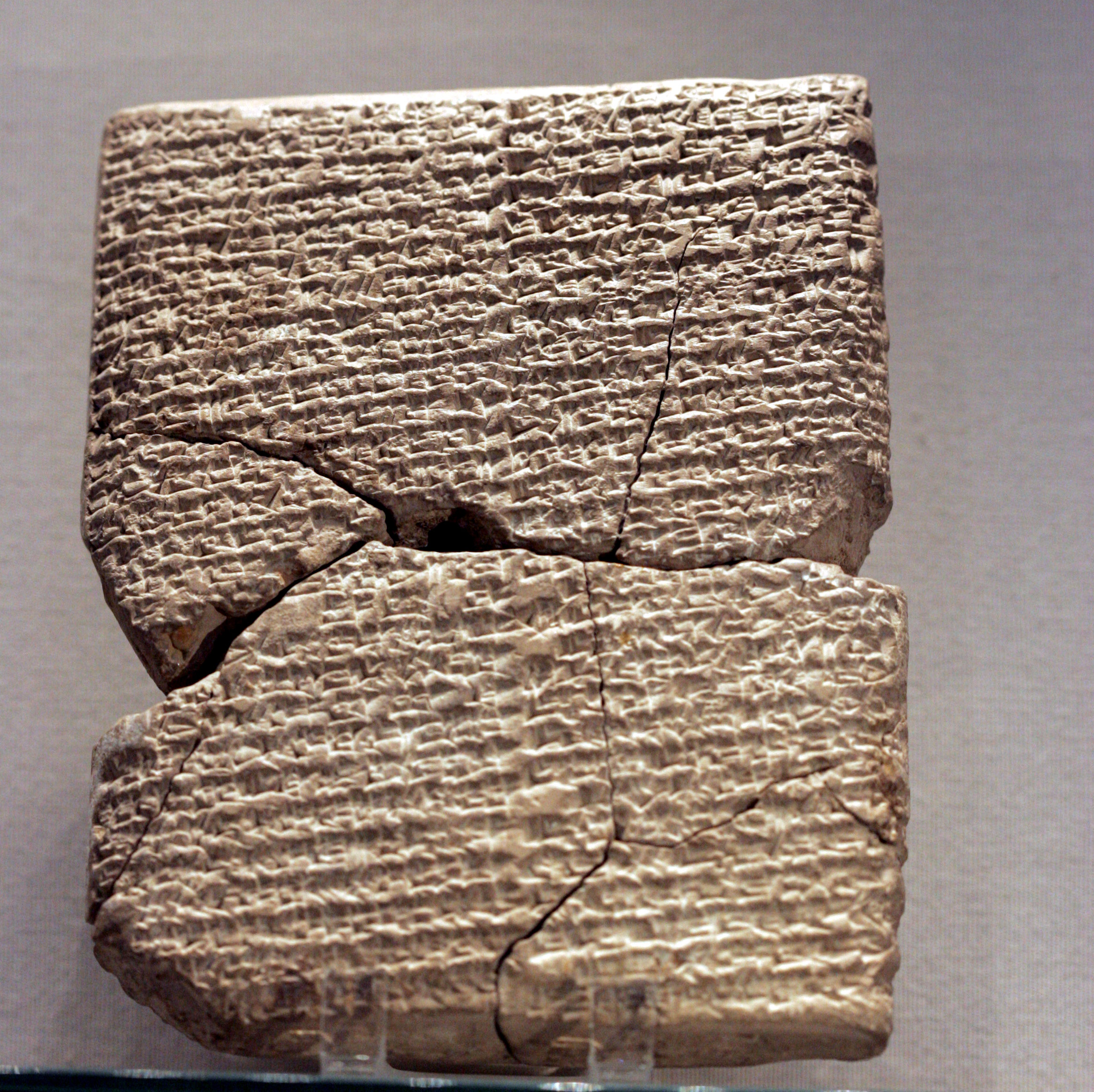
Tablette du Chant d'Ur-Namma, hymne faisant les louanges de ce roi, rédigé bien après sa mort.

Ur-Namma est passé à la postérité par le biais de plusieurs textes littéraires le commémorant ainsi que des copies de ses inscriptions, comme cela a aussi été le cas pour ses prédécesseurs les rois d'Akkad Sargon et Narâm-Sîn. Plusieurs hymnes ont ainsi été composés en son honneur, vantant sa bravoure, ses exploits militaires, mais aussi son œuvre cultuelle et le creusement des canaux qu'il a fait faire.
Le plus remarquable est La Mort d'Ur-Namma, décrivant sa mort sur le champ de bataille et son entrée aux Enfers. Il faut peut-être y voir une initiative de son fils Shulgi (qui a également fait composer de nombreux hymnes en son propre honneur) qui conforte sa légitimité en commémorant l'action de son père et surtout en cherchant à expier sa mort dramatique.

#### Troisième dynastie d'Ur
- (en) Douglas Frayne, The Royal inscriptions of Mesopotamia, Early periods, vol. 3/2, Ur III period (2112-2004 BC), Toronto, University of Toronto Press, 1993, p. 9-90.
- (de) Walther Sallaberger, « Ur III-Zeit », dans Walther Sallaberger et Aage Westenholz, Mesopotamien: Akkade-Zeit und Ur III-Zeit, Fribourg et Göttingen, Universitätsverlag Freiburg Schweiz et Vandenhoeck & Ruprecht, coll. « Orbis Biblicus et Orientalis », 1999, p. 132-140.
- Bertrand Lafont, « Ur, l'empire gestionnaire (2100-2000) », dans Bertrand Lafont, Aline Tenu, Philippe Clancier et Francis Joannès, Mésopotamie : De Gilgamesh à Artaban (3300-120 av. J.-C.), Paris, Belin, coll. « Mondes anciens », 2017, p. 202-206
- (en) Steven J. Garfinkle, « The Kingdom of Ur », dans Karen Radner, Nadine Moeller et Daniel T. Potts (dir.), The Oxford History of the Ancient Near East, Volume 2: From the End of the Third Millennium bc to the Fall of Babylon, New York, Oxford University Press, 2020, p. 140-148

#### Articles de synthèse
- Bertrand Lafont, « Ur-Nammu », dans Francis Joannès (dir.), Dictionnaire de la civilisation mésopotamienne, Paris, Robert Laffont, coll. « Bouquins », 2001, p. 885-887
- (de) Walther Sallaberger, « Ur-Namma », dans Reallexikon der Assyriologie und Vorderasiatischen Archäologie, vol. XIV, 2015, p. 422-431

#### Études sur Ur-Namma
- (en) E. Flückiger-Hawker, Urnamma of Ur in Sumerian Literary Tradition, Fribourg, 1999
- (en) J. Voris Canby, The “Ur-Nammu” Stela, Philadelphie, 2001